# Tears Dry Tonight
Tears Dry Tonight è un singolo del DJ australiano Cyril e del cantautore britannico James Blunt, pubblicato il 25 aprile 2025.

## Descrizione
Scritto dai due artisti in collaborazione con Paul Harris e Toby Scott, il brano è caratterizzato da un'atmosfera malinconica.

## Video musicale
Il video musicale è stato reso disponibile sul canale YouTube di Cyril il 2 maggio 2025.

## Tracce
Testi e musiche di Cyril, James Blunt, Paul Harris e Toby Scott.
Download digitale, streaming
1. Tears Dry Tonight – 2:47

Download digitale, streaming – VIP Mix
1. Tears Dry Tonight (VIP Mix) – 2:56